# Бергмюллер, Иоганн Георг
Бергмюллер Иоганн Георг (нем. Johann Georg Bergmüller; 15 апреля 1688, Тюркхайм — 30 марта 1762, Аугсбург) — немецкий художник барокко, один из крупнейших фресковых мастеров XVIII века.

## Жизнь и творчество
Начал обучение живописи в 1702 году при художественной мастерской Андреаса Вольфа в Мюнхене, где учился итальянской манере рисования. Закончил свою учёбу в Нидерландах, где взял для себя примером полотна Рубенса. В 1713 году возвращается в Аугсбург, где работает в Академии, и в 1730 году становится её директором.

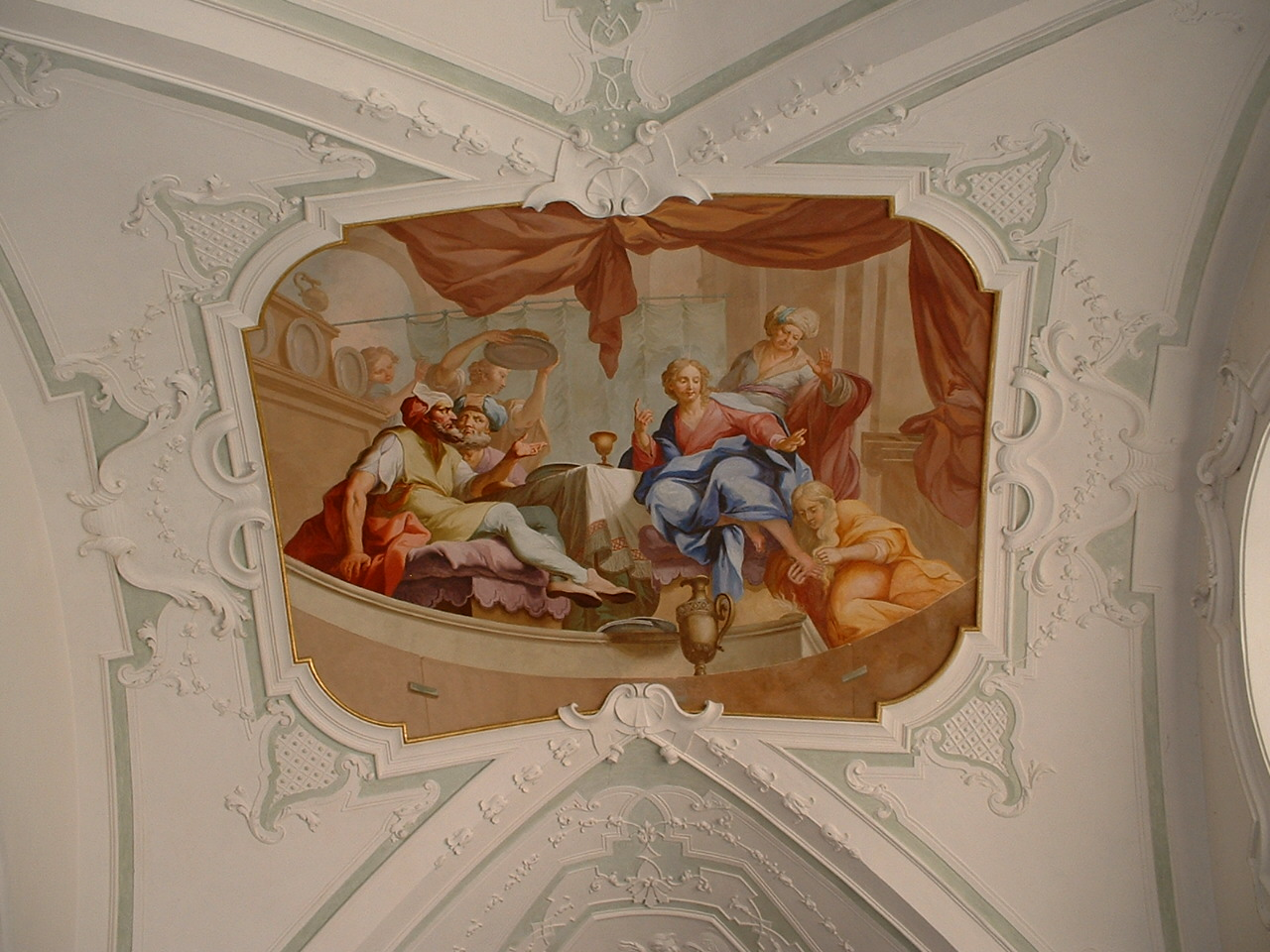
Фреска работы Бергмюллера в аббатстве Оксенхаузен

В годы руководства Бергмюллером Академии, Аугсбург в Германии превращается, подобно Вене в Австрии, в центр развития барокко и рококо в живописи. Художник начинает рисовать фрески, самые ранние из которых можно увидеть в Курфюрстской госпитальной церкви Дюссельдорфа(1709).Следующим ступенью в развитии его мастерства можно назвать фрески в церкви аббатства Оксенхаузен(1727—1729).Однако главной работой своей жизни художник по праву считал созданные в 1736 году фрески в Августинском монастыре в Диссене(Аммерзее). Его стиль носит академический, классический характер, особенно отражённый в холодных и светлых тонах. Работал также над алтарным искусством(«Решение Спасителя» 1748 церковь св. Урсулы, Ландсберг(Лех)).Многие работы Бергмюллера были размножены графическими сериями, сделанными с медных гравюр-как например сцены из жизни девы Марии из капеллы Польхейм в Аугсбурге.
Бергмюллер занимался также педагогикой и теорией искусства, о чём говорит изданная им в 1753 году работа «О геометрических соотношениях построения колонн из квадрата дорического стиля» с 22 его гравюрами в качестве иллюстраций.

## Авторство
- Бергмюллер Иоганн Георг: Anthropometria, Augsburg 1723
- Авторство некоторых его картин (боковых алтарей) благодаря реставрационным работам в Schutzengelkirche города Айхстет поставлено под вопрос.[1].